# Eva Maria Ziegler
Eva Maria Ziegler (* 4. August 1962 in Innsbruck) ist eine österreichische Juristin und Diplomatin.

## Leben
Ziegler machte 1980 ihre Matura in Wien, studierte von 1980 bis 1986 Rechtswissenschaft und wurde zum Doktor der Rechte promoviert. Von 1981 bis 1986 studierte sie Gesang an der Hochschule für Musik in Wien, anschließend bis 1988 internationales Kulturmanagement.
Von 1989 bis 1990 assistierte sie dem Generaldirektor von Olivetti Österreich und war für die Öffentlichkeitsarbeit zuständig. Im Jahre 1991 trat sie in den auswärtigen Dienst und wurde in der Generaldirektion für Integrationspolitik und Wirtschaftsfragen beschäftigt. An der österreichischen Botschaft in Brüssel war sie 1992 zuständig für Kultur und Öffentlichkeitsarbeit. Von 1992 bis 1993 war sie wieder in der Generaldirektion für Integrationspolitik und Wirtschaftsfragen beschäftigt, bis 1996 in Bonn als Botschaftsrätin für Wirtschaftsfragen und Integrationspolitik und schließlich bis 1998 in Brüssel Stellvertretende Ständige Vertreterin Österreichs bei der Westeuropäischen Union. Von 1998 bis 2001 leitete sie das Referat Sicherheitspolitik (ESVP, NATO, WEU).
Von 2001 bis 2003 war Ziegler im Kabinett von Benita Ferrero-Waldner zuständig für allgemeine außenpolitische und Fragen des Völkerrechts. Von 2003 bis 2008 war sie Generalkonsulin in Mailand, von Juni 2008 bis April 2012 war Botschafterin in Beirut. Von Mai 2012 bis Oktober 2017 war sie Leiterin der Abteilung für Südtirol und Südeuropa im Außenministerium. Von Oktober 2017 bis Juli 2021 war sie österreichische Botschafterin in Nikosia in Zypern.
Seit Juli 2021 ist Ziegler  Generalkonsulin für Österreich in München.
| Vorgänger             | Amt                                                              | Nachfolger       |
| --------------------- | ---------------------------------------------------------------- | ---------------- |
| Georg Mautner-Markhof | österreichische Botschafterin in Beirut Juni 2008 bis April 2012 | Ursula Fahringer |